# Пашин, Александр Александрович
Александр Александрович Пашин (род. 28 июля 2002, Приютово, Башкортостан) — российский хоккеист, нападающий московского «Спартака».

## Биография
Воспитанник «Салавата Юлаева» Уфа. С сезона 2018/19 играл в МХЛ за команду «Толпар» Уфа. В следующем сезоне также провёл два матча в ВХЛ за «Торос» Нефтекамск и дебютировал в КХЛ 13 февраля 2020 года в домашней игре «Салавата Юлаева» против московского «Спартака» (2:5).
На драфте НХЛ 2020 года был выбран в 7-м раунде под общим 199-м номером клубом «Каролина Харрикейнз». 3 мая 2022 года подписал трёхлетний контракт новичка с «Каролиной». 18 мая 2022 года был обменян из «Салавата Юлаева» в «Спартак» на Ивана Дроздова. Сезон 2022/23 провёл в фарм-клубе «Каролины» «Чикаго Вулвз» из АХЛ.
16 июля 2023 года на правах аренды перешёл из «Каролины» в «Спартак». В сезоне 2023/24 набрал 19 (10+9) очков в 60 матчах в регулярном чемпионате КХЛ и четыре (2+2) очка в 11 играх плей-офф. 3 мая 2024 года «Каролина Харрикейнз» выставила Пашина на драфт отказов НХЛ. 28 мая 2024 года заключил со «Спартаком» двусторонний контракт на три года. 25 февраля 2025 года в матче против СКА (7:2) Пашин оформил свой первый хет-трик в карьере. 1 июня 2025 года продлил контракт со «Спартаком» на три года.